# Proboszczewice Nowe (gromada)
Proboszczewice Nowe – dawna gromada, czyli najmniejsza jednostka podziału terytorialnego Polskiej Rzeczypospolitej Ludowej w latach 1954–1972.
Gromady, z gromadzkimi radami narodowymi (GRN) jako organami władzy najniższego stopnia na wsi, funkcjonowały od reformy reorganizującej administrację wiejską przeprowadzonej jesienią 1954 do momentu ich zniesienia z dniem 1 stycznia 1973, tym samym wypierając organizację gminną w latach 1954–1972.
Gromadę Proboszczewice Nowe z siedzibą GRN w Proboszczewicach Nowych (w obecnym brzmieniu Nowe Proboszczewice) utworzono – jako jedną z 8759 gromad na obszarze Polski – w powiecie płockim w woj. warszawskim, na mocy uchwały nr VI/10/13/54 WRN w Warszawie z dnia 5 października 1954. W skład jednostki weszły obszary dotychczasowych gromad Kruszczewo, Miłodróż, Proboszczewice Nowe, Proboszczewice, Trzebuń i Włoczewo ze zniesionej gminy Biała oraz obszar dotychczasowej gromady Pęszyno ze zniesionej gminy Zągoty w tymże powiecie. Dla gromady ustalono 15 członków gromadzkiej rady narodowej.
31 grudnia 1961 z gromady Proboszczewice Nowe wyłączono wieś Czachowo, włączając ją do gromady Gozdowo w powiecie sierpeckim w tymże województwie, po czym gromadę Proboszczewice Nowe zniesiono, włączając jej (pozostały) obszar do gromady Zągoty w powiecie płockim.